# Орансан (Горњи Пиринеји)
Орансан (фр. Aurensan) насеље је и општина у јужној Француској у региону Миди Пирене, у департману Горњи Пиринеји која припада префектури Тарб.
По подацима из 2011. године у општини је живело 760 становника, а густина насељености је износила 106,89 становника/km². Општина се простире на површини од 7,11 km². Налази се на средњој надморској висини од 260 метара (максималној 271 m, а минималној 250 m).

## Демографија
| 1962. | 1968. | 1975. | 1982. | 1990. | 1999. | 2011. |
| ----- | ----- | ----- | ----- | ----- | ----- | ----- |
| 392   | 415   | 502   | 567   | 592   | 660   | 760   |

График промене броја становника у току последњих година